# إليزابث (لويزيانا)
إليزابث (بالإنجليزية: Elizabeth, Louisiana) هي بلدة أمريكية تقع في الولايات المتحدة في لويزيانا. يقدر عدد سكانها بـ 532 نسمة .

## التركيبة السكانية
حدّد مكتب تعداد الولايات المتحدة بيانات التركيبة السكانية لإليزابث في تعداد الولايات المتحدة. في ما يلي، التركيبة السكانية حسب تعدادي 2000 و2010.

### تعداد عام 2000
بلغ عدد سكان إليزابث 574 نسمة بحسب تعداد عام 2000، وبلغ عدد الأسر 191 أسرة وعدد العائلات 165 عائلة مقيمة في البلدة. في حين سجلت الكثافة السكانية 134.1 نسمة لكل كيلومتر مربع (347.3/ميل2). وبلغ عدد الوحدات السكنية 205 وحدة بمتوسط كثافة قدره 47.9 لكل كيلومتر مربع (124.1/ميل2).
وتوزع التركيب العرقي للبلدة بنسبة 90.07% من البيض و4.36% من الأمريكيين الأفارقة و1.22% من الأمريكيين الأصليين و1.22% من الأعراق الأخرى و3.14% من عرقين مختلطين أو أكثر و2.79% من الهسبانيون أو اللاتينيون من أي عرق.
بلغ عدد الأسر 191 أسرة كانت نسبة 50.8% منها لديها أطفال تحت سن الثامنة عشر تعيش معهم، وبلغت نسبة الأزواج القاطنين مع بعضهم البعض 61.8% من أصل المجموع الكلي للأسر، ونسبة 22% من الأسر كان لديها معيلات من الإناث دون وجود شريك، بينما كانت نسبة 2.6% من الأسر لديها معيلون من الذكور دون وجود شريكة وكانت نسبة 13.6% من غير العائلات. تألفت نسبة 11% من أصل جميع الأسر من عدة أفراد يعيشون في نفس المنزل ونسبة 5.8% كانت تتألف من شخص يعيش بمفرده يبلغ من العمر 65 عاماً أو أكثر. وبلغ متوسط حجم الأسرة المعيشية 3.01، أما متوسط حجم العائلات فبلغ 3.17.
بلغ العمر الوسطي للسكان 30.3 عاماً. وكانت نسبة 32.2% من القاطنين تحت سن الثامنة عشر، وكانت نسبة 9.8% بين الثامنة عشر والرابعة والعشرين عاماً، ونسبة 26.8% كانت واقعةً في الفئة العمرية ما بين الخامسة والعشرين والرابعة والأربعين عاماً، ونسبة 19.2% كانت ما بين الخامسة والأربعين والرابعة والستين، ونسبة 12% كانت ضمن فئة الخامسة والستين عاماً فما فوق. يوجد لكل 100 أنثى 82.2 ذكر، ويوجد لكل 100 أنثى في الثامنة عشر من عمرها فما فوق 86.1 ذكر.
بلغ متوسط دخل الأسرة في البلدة 28,750 دولارًا، أما متوسط دخل العائلة فبلغ 30,375 دولارًا. وكان متوسط دخل الذكور 30,000 دولارًا مقابل 21,250 دولارًا للإناث. وسجل دخل الفرد الخاص بالبلدة 10,259 دولارًا. وكانت نسبة 14.8% من العائلات ونسبة 15.5% من السكان تحت خط الفقر، وكان من هؤلاء نسبة 20.3% تحت سن الثامنة عشر ونسبة 3.3% في الخامسة والستين من العمر وما فوق.

### تعداد عام 2010
بلغ عدد سكان إليزابث 532 نسمة بحسب تعداد عام 2010، وبلغ عدد الأسر 185 أسرة وعدد العائلات 141 عائلة مقيمة في البلدة. في حين سجلت الكثافة السكانية 124.3 نسمة لكل كيلومتر مربع (321.9/ميل2). وبلغ عدد الوحدات السكنية 216 وحدة بمتوسط كثافة قدره 50.5 لكل كيلومتر مربع (130.8/ميل2).
وتوزع التركيب العرقي للبلدة بنسبة 97.18% من البيض و0.56% من الأمريكيين الأفارقة و2.07% من الأمريكيين الأصليين و0.19% من عرقين مختلطين أو أكثر و0.75% من الهسبانيون أو اللاتينيون من أي عرق.
بلغ عدد الأسر 185 أسرة كانت نسبة 51.4% منها لديها أطفال تحت سن الثامنة عشر تعيش معهم، وبلغت نسبة الأزواج القاطنين مع بعضهم البعض 54.1% من أصل المجموع الكلي للأسر، ونسبة 15.1% من الأسر كان لديها معيلات من الإناث دون وجود شريك، بينما كانت نسبة 7% من الأسر لديها معيلون من الذكور دون وجود شريكة وكانت نسبة 23.8% من غير العائلات. تألفت نسبة 21.1% من أصل جميع الأسر من عدة أفراد يعيشون في نفس المنزل ونسبة 6.5% كانت تتألف من شخص يعيش بمفرده يبلغ من العمر 65 عاماً أو أكثر. وبلغ متوسط حجم الأسرة المعيشية 2.88، أما متوسط حجم العائلات فبلغ 3.35.
بلغ العمر الوسطي للسكان 29.1 عاماً. وكانت نسبة 35% من القاطنين تحت سن الثامنة عشر، وكانت نسبة 7.7% بين الثامنة عشر والرابعة والعشرين عاماً، ونسبة 29.1% كانت واقعةً في الفئة العمرية ما بين الخامسة والعشرين والرابعة والأربعين عاماً، ونسبة 17.9% كانت ما بين الخامسة والأربعين والرابعة والستين، ونسبة 10.3% كانت ضمن فئة الخامسة والستين عاماً فما فوق. وتوزع التركيب الجنسي للسكان بنسبة 46.6% ذكور و53.4% إناث.

## أعلام
- فاي ايمرسون